# Escorpión Látigo del Silúrico
Los escorpiones silurianos son criaturas de ficción de la serie Primeval.

## Morfología
Es una hipotética especie arácnida no clasificada, parecida a los actuales vinagrillos, aunque con ligeras diferencias, su cola, en vez de ser usada para lanzar un líquido irritante, lo usa de forma parecida a un látigo, usa su tercer par de extremidades para excavar. Sus pinzas, a diferencia de los otros vinagrillos, su segundo par de pinzas guardan parecido con las de especies arcaicas de euripteridos, mientras que su primer par de pinzas se parece al de los escorpiones verdaderos, posee un opistosoma más flexible igual que con los escorpiones verdaderos, miden alrededor de 3 metros de largo, lo cual sería imposible a no ser que su exoesqueleto fuera de algún modo más ligero, permitiéndole crecer más.

## Trivia
- Hasta el encuentro con el mamut colombino en el episodio 2.6, estas fueron las criaturas terrestres más grandes que el equipo había encontrado.
- Estas criaturas muestran una mayor diferencia de tamaño entre los individuos de su propia especie que todas las criaturas de la serie.
- Hay dos tamaños diferentes de los escorpiones. En el episodio 2.5 que son bastante grandes quizá como los toros. En los episodios 2.6 y 2.7 los escorpiones son más pequeños; los cuales podrían ser machos, ya que, es común en los arácnidos que las hembras sean más grandes.